# Saint-Pierre-de-Bailleul
Saint-Pierre-de-Bailleul település Franciaországban, Eure megyében. Lakosainak száma 975 fő (2022. január 1.). Saint-Pierre-de-Bailleul La Chapelle-Longueville, Villez-sous-Bailleul, Saint-Étienne-sous-Bailleul, Saint-Pierre-la-Garenne és Saint-Aubin-sur-Gaillon községekkel határos.

## Népesség
A település népessége az elmúlt években az alábbi módon változott:
| Lakosok száma | 531  | 655  | 834  | 1030 | 996  | 971  | 955  | 968  | 977  | 975  |
|               | 1968 | 1982 | 1990 | 2006 | 2013 | 2015 | 2017 | 2019 | 2020 | 2022 |